# Emil von Kessler (Politiker)
Emil Keßler, ab 1870 von Keßler, (* 2. Februar 1841 in Karlsruhe; † 16. Mai 1895 in Baden-Baden) war ein deutscher Unternehmer und Politiker.

## Leben
Emil Keßler jun. war der älteste Sohn des Maschinenbauingenieurs und Unternehmensgründers Emil Keßler. Er besuchte die Lateinschulen in Karlsruhe, Esslingen am Neckar (das heutige Georgii-Gymnasium) und Korntal sowie das Gymnasium in Stuttgart. Seit 1857 befand er sich zunächst in der Ausbildung zum Schlosser in der Maschinenfabrik Esslingen, danach in den Hüttenwerken Wasseralfingen und schließlich auf dem Polytechnikum Stuttgart. Im Jahre 1862 unternahm er eine Studienreise, die ihn nach Großbritannien und Frankreich führte. 1867 trat er die Nachfolge seines verstorbenen Vaters als Direktor der Maschinenfabrik Esslingen an. Im Jahr 1870 stellte die Fabrik bereits die 1000. Lokomotive her. Nachdem die Hochkonjunktur der Gründerzeit mit dem Wiener Börsenkrach 1873 ein Ende gefunden hatte, litt auch die Maschinenfabrik in den folgenden Jahren unter einer Absatzkrise. 1882 erfolgte deshalb eine Verschmelzung mit der Maschinenfabrik der Gebrüder Decker & Co. in Cannstatt. Am Bau der Stuttgarter Zahnradbahn beteiligte sich Keßler seit 1883 als Gründer und Aufsichtsratsvorsitzender der an der Börse notierten Betreibergesellschaft. Gegen Ende des Jahres 1885 verließ er die Direktion der Maschinenfabrik, verblieb aber noch einige Jahre in deren Aufsichtsrat.
Emil Keßler war Mitglied in der nationalliberalen Deutschen Partei. Von 1871 bis 1874 saß er im Deutschen Reichstag. Er vertrat den Wahlkreis Württemberg 5 (Oberamt Esslingen, Oberamt Nürtingen, Oberamt Kirchheim, Oberamt Urach). Seit dem 9. Januar 1883 besaß er für das Oberamt Esslingen ein Mandat in der württembergischen Kammer der Abgeordneten, das er aus gesundheitlichen Gründen nach knapp drei Jahren im Dezember 1885 niederlegte. Er war auch Mitglied des Vereins Deutscher Ingenieure (VDI), dem er mit der Gründung des Württembergischen Bezirksvereins des VDI im Jahr 1877 beigetreten war.
Emil Keßler heiratete 1867 Marie Kienlin. Das einzige Kind aus dieser Beziehung verstarb bereits 1878. Seit 1893 lebte Emil von Keßler in Baden-Baden, wo er bereits zwei Jahre später verstarb. Sein Grab befindet sich in Esslingen am Neckar.

## Ehrungen
Im Jahre 1870 wurde Emil Kessler mit dem Ritterkreuz 1. Klasse des Ordens der Württembergischen Krone ausgezeichnet, das mit dem persönlichen Adelstitel verbunden war. 1881 wurde ihm die Krone zum Ritterkreuz verliehen.